# 普拉讷
普拉讷（法語：Plasnes，法語發音：[plan]）是法国厄尔省的一个市镇，属于贝尔奈区。

## 地理
普拉讷（49°8'11"N, 0°37'27"E）面积16.06 平方千米，位于法国诺曼底大区厄尔省，该省份为法国北部内陆省份，北起滨海塞纳省，西接奧恩省和卡爾瓦多斯省，南至厄尔-卢瓦省，东临瓦兹省、瓦兹河谷省和伊夫林省。
与普拉讷接壤的市镇（或旧市镇、城区）包括：贝尔图维尔、布瓦内、布瓦西朗贝维尔、库尔贝皮讷、里勒河畔纳桑德尔。

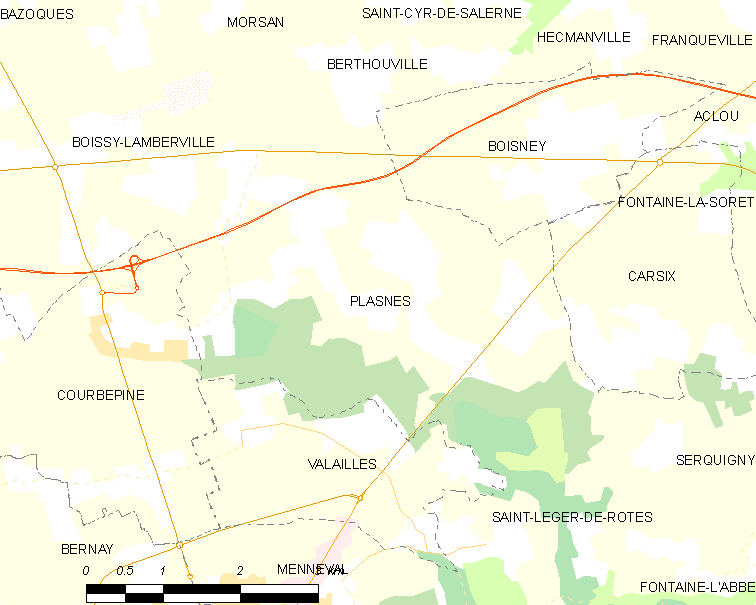
普拉讷的OSM定位图

普拉讷的时区为UTC+01:00、UTC+02:00（夏令时）。

## 行政
普拉讷的邮政编码为27300，INSEE市镇编码为27463。

## 政治
普拉讷所属的省级选区为贝尔奈县。

## 人口

1962-2008年间普拉讷人口变化图示

普拉讷于2022年1月1日时的人口数量为728人。